# قضية مقاطعة أبنجتون التعليمية ضد شيمب
قضية مقاطعة أبينجتون التعليمية ضد شيمب، 374 U.S 20)1963(كانت قضية للمحكمة العليا في الولايات المتحدة قررت فيها المحكمة 8-1 لصالح المدعى عليه، إدوارد شيمب نيابة عن ابنه إليري شيمب، وأعلنت أن قراءة الكتاب المقدس التي ترعاها المقاطعة في المدارس العامة في الولايات المتحدة غير دستوري. كان رئيس المحكمة العليا خلال هذه القضية إيرل وارين.

## خلفية

### جذور القضية
بدأت قضية أبينجتون عندما رفع إدوارد شيمب، وهو عالم موحد ومقيم في بلدة أبينجتون في ولاية بنسلفانيا، دعوى ضد مقاطعة أبينجتون التعليمية في محكمة مقاطعة الولايات المتحدة للمنطقة الشرقية من ولاية بنسلفانيا لحظر تطبيق قانون ولاية بنسلفانيا الذي يفرض على أطفاله، وتحديداً اليري شيمب، سماع وقراءة أجزاء من الكتاب المقدس أحيانًا كجزء من تعليمهم في المدارس العامة. هذا القانون (24 Pa. Stat. 15-1516، بصيغته المعدلة، Pub. قانون 1928) يتطلب «قراءة عشر آيات على الأقل من الكتاب المقدس، دون تعليق، عند افتتاح كل مدرسة عامة في كل يوم دراسي». أكد شيمب أن القانون انتهك حقوقه وحقوق عائلته بموجب التعديلين الأول والرابع عشر على وجه التحديد.
يتضمن قانون ولاية بنسلفانيا قانونًا يلزم المناطق التعليمية بأداء قراءات الكتاب المقدس في الصباح قبل الفصول الدراسية، وكذلك الحال في أربع ولايات أخرى. في الولايات المتحدة يوجد خمسة وعشرون ولاية لديها قوانين تسمح بقراءة الكتاب المقدس «الاختيارية»، مع عدم وجود قوانين لبقية الولايات تدعم قراءة الكتاب المقدس أو ترفضها. في إحدى عشرة ولاية من تلك الولايات التي لديها قوانين تدعم قراءة الكتاب المقدس أو الصلاة التي ترعاها الدولة، أعلنت محاكم الولاية أن القوانين غير دستورية.
هناك قضية مماثلة رفعتها مادالين موراي أوهاير، والدة المدعي ويليام J. موراي الثالث (مواليد 1946)، التي رفعت دعوى قضائية ضد النظام المدرسي المحلي في موراي الخامس. كيرليت يحظر إلزامية الصلاة وقراءة الكتاب المقدس في المدارس العامة. تم دمج قضية موراي مع قضية سكيمب عند الاستئناف إلى المحكمة العليا. في عام 1963، أسست مجموعة الملحدين الأمريكيين (المعروفة في الأصل باسم جمعية الانفصاليين).

### حجج محكمة المقاطعة
خلال المحاكمة الأولى في محكمة المقاطعة الفيدرالية، أدلى إدوارد شيمب وأطفاله بشهاداتهم حول مذاهب دينية محددة تم توفيرها من خلال القراءة الحرفية للكتاب المقدس «التي كانت تتعارض مع المعتقدات الدينية التي اعتنقوها ومع تعاليمهم العائلية» (177 F. Supp 398، 400). شهد الأطفال أن جميع العقائد التي أشاروا إليها قد تمت قراءتها عليهم في أوقات مختلفة كجزء من التمارين. شهد إدوارد شيمب في المحاكمة الثانية أنه فكر في إعفاء أطفاله من حضور التدريبات لكنه قرر رفضها لعدة أسباب، بما في ذلك اعتقاده بأن علاقات الأطفال مع معلميهم وزملائهم في الفصل ستتأثر سلبًا.

### حكم محكمة المقاطعة
حكمت محكمة المقاطعة لصالح شيمب، وألغت قانون ولاية بنسلفانيا. استأنفت المقاطعة التعليمية الحكم. وبينما كان هذا الاستئناف معلقًا، قام المجلس التشريعي في ولاية بنسلفانيا بتعديل القانون للسماح للأطفال بإعفائهم من التدريبات بناءً على طلب كتابي من والديهم. ومع ذلك، لم يرضِ هذا التغيير شيمب، وواصل إجراءاته ضد منطقة المدرسة، متهمًا أن تعديل القانون لم يغير طبيعته كمؤسسة غير دستورية للدين. استجابت المحكمة العليا لاستئناف منطقة المدرسة بإلغاء الحكم الأول وإعادة القضية إلى محكمة المقاطعة بسبب التغيير في القانون. حكمت محكمة المقاطعة مرة أخرى لـصالح شيمب. استأنفت منطقة المدرسة أمام المحكمة العليا مجدداً، وعند الاستئناف، تم توحيد القضية بقضية ماريلاند مماثلة أطلقتها أوهاير. 

إن حكم محكمة المقاطعة في المحاكمة الثانية في إلغاء الممارسات والقانون الذي يتطلبها، قدم نتائج محددة عن حقيقة أن حضور الأطفال في مدرسة أبينجتون الثانوية العليا كان إلزاميًا، وأن ممارسة قراءة 10 آيات من الكتاب المقدس كانت أيضًا أجبرهم القانون. ووجدت أيضًا أن:
إن قراءة الآيات، حتى بدون تعليق، لها طابع تعبدية ودينية وتشكل في الواقع ممارسة دينية. تتجلى الطبيعة التعبدية والدينية للتدريبات الصباحية من خلال حقيقة أن قراءة الكتاب المقدس يتبعها مباشرة تلاميذ في انسجام تام من قبل تلاميذ الصلاة الربانية. حقيقة أن بعض التلاميذ، أو جميع التلاميذ نظريًا، قد يتم إعفاؤهم من حضور التمارين لا يخفف من الطبيعة الإلزامية للحفل. . . القسم 1516 ... يتطلب بشكل لا لبس فيه إجراء التدريبات كل يوم دراسي في كل مدرسة في الكومنولث. تقام التدريبات في المباني المدرسية ويتم إجراؤها بحكم القوة من قبل سلطات المدرسة المحلية وتحت إشرافها وخلال الجلسات المدرسية. بما أن القانون يتطلب قراءة «الكتاب المقدس»، وهو وثيقة مسيحية، فإن الممارسة... تفضل الدين المسيحي. يوضح السجل أنه كان نية... الكومنولث... تقديم احتفال ديني في المدارس العامة في الكومنولث. (201 F. الملحق، في 819 ؛ مقتبس في 374 U.S. ‏ 203 (1963))

### السوابق للقضية
أيدت المحكمة صراحة إنجل ضد فيتال، الذي قضت فيه المحكمة بأن منع الصلاة من قبل المدرسة ترقى إلى انتهاك البند التأسيسي من التعديل الأول لدستور الولايات المتحدة، والذي ينص على أن «الكونجرس لن يصدر أي قانون يحترم تأسيس ديانة.» قررت محكمة أبينجتون أن المدرسة أثناء تنظيمها لقراءة الكتاب المقدس كانت تجري «تمرينًا دينيًا» و «لا يمكن القيام بذلك دون انتهاك» الحياد «المطلوب من الدولة من خلال توازن القوى بين الفرد والكنيسة والدولة الذي صدمه التعديل الأول»(374 U.S. ‏ 203 (1963)). على مدى العقدين الماضيين، قامت المحكمة العليا، من خلال دمج حقوق محددة في بند الإجراءات القانونية في التعديل الرابع عشر، بزيادة مطردة إلى مدى تطبيق الحقوق الواردة في شرعة الحقوق الأمريكية ضد الولايات.  كان أبينجتون استمرارًا لهذا الاتجاه فيما يتعلق ببند تأسيس الدين في التعديل الأول، وبُني تحديدًا على سوابق المحكمة العليا في 310 U.S. ‏ 296 310 U.S. ‏ 296 ، 330 U.S. ‏ 1 330 U.S. ‏ 1 ، و 333 U.S. ‏ 203 333 U.S. ‏ 203 .

## فتاوى المحكمة
منحت المحكمة العليا تحويل الدعوى من أجل تسوية الاحتجاجات المستمرة والقوية الناتجة عن قرارها السابق في قضية إنجل ضد. فيتال بخصوص الدين في المدارس. جادل هنري دبليو سوير في قضية شيمب.

### القرار
أيدت المحكمة العليا قرار المحكمة الجزئية ووجدت أن قانون صلاة ولاية بنسلفانيا غير دستوري بحكم الوقائع في القضية، فضلاً عن السوابق الواضحة التي أرستها المحكمة العليا. في كتابة رأي المحكمة، صرح القاضي توم سي. كلارك، "لقد قررت هذه المحكمة بشكل حاسم أن ولاية التعديل الأول [في البند التأسيسي ] أصبحت قابلة للتطبيق بالكامل على الولايات بموجب التعديل الرابع عشر... في سلسلة من الحالات منذ كانتويل. 
لكن ما كان غير متوقع هو أن الأفكار التي تم التعبير عنها في الجزء الثاني من رأي القاضي كلارك مكتوبة للأغلبية. اعتراف المحكمة بالمثل الدينية باعتبارها ذات قيمة لثقافة الولايات المتحدة في هذا الرأي لا يتم الاستشهاد به بشكل عام من قبل أي من الجانبين في نقاش الدولة والكنيسة عند مناقشة القضية وتأثيرها على الولايات المتحدة.  أوضحت أفكاره الافتتاحية صراحةً وجهة النظر هذه في الفقه السابق مع قضايا مشابهة لقضية أبينجتون ضد. شيمب.
وتابع كلارك أن المحكمة شعرت بأنه بغض النظر عن الطبيعة الدينية للمواطنين، يجب أن تظل الحكومة على جميع المستويات، وفقًا لما يقتضيه الدستور، محايدة في الأمور الدينية «مع حماية الجميع، وتفضل [حلقة] لا شيء، ولا تستهين بأي شيء». من الواضح أن المحكمة رفضت «ادعاء الكثيرين بأن البند التأسيسي يحظر فقط تفضيل الحكومة لديانة على أخرى». 
نقلاً عن القاضي هوغو بلاك في قضية توركاسو ضد واتكنز: «نكرر ونعيد التأكيد مرة أخرى على أنه لا يمكن لدولة أو حكومة اتحادية أن تجبر شخصًا دستوريًا على» اعتقاد أو عدم إيمان بأي دين «ولا يمكنها دستوريًا إصدار قوانين أو فرض متطلبات تساعد جميع الأديان ضد غير المؤمنين، ولا يمكنها أيضًا مساعدة تلك الأديان على أساس الإيمان بوجود الله ضد تلك الأديان القائمة على معتقدات مختلفة». كان مثل هذا السلوك المحظور بديهيًا في قانون ولاية بنسلفانيا الذي يتطلب قراءة الكتاب المقدس (والسماح بتلاوة الصلاة الربانية) في مدارسها العامة. اعترفت المحكمة بقيمة هذا الحياد المثالي من دروس التاريخ عندما كانت الحكومة والدين إما مندمجين بالكامل أو متعاونين مع بعضهما البعض وكانت الحرية الدينية غير موجودة أو مقيدة بشكل خطير.

### موافقة برينان
قدم القاضي برينان اتفاقًا طويلًا ومهمًا من الناحية التاريخية، حيث استرسل في ثلاثٍ وسبعين صفحة لتوضيح أفكاره حول ما قصده المؤسسون في تشكيل التعديلين الأول والرابع عشر، وقياس قيمة الدين في الثقافة الأمريكية، ومراجعة السوابق القانونية، واقتراح مرجع لقضايا الدولة والكنيسة في المستقبل. ركز برينان على تاريخ بند التأسيس لمواجهة العديد من منتقدي قرار المحكمة إنجل، الذين أشاروا إلى أن الصلاة في المدارس العامة، وكذلك في العديد من مجالات الحياة العامة الأخرى، كانت ممارسة طويلة الأمد تعود إلى تأطير الدستور ووثيقة الحقوق. أعلن أنه كان على دراية بـ «الغموض في السجل التاريخي»،  وشعر أن تفسير العصر الحديث للتعديل الأول له ما يبرره. دفاعًا عن هذا النهج، صرح برينان:
رداً على منتقدي التفسير الواسع للحظر المفروض على الحكومة في مجال الدين قال برينان: «لا شيء في نص بند التأسيس يدعم الرأي القائل بأن منع إقامة كنيسة رسمية كان المقصود منه أن يكون الاستخدام الأقصى للحظر المفروض على التدخل الرسمي في الدين».
في القسم الثالث من موافقته الشاملة، رسم القاضي برينان المسار الذي أدى إلى دمج بنود الدين في التعديل الأول عن طريق الرد على اتهام مشورة أبينغتون تاونشيب بأن قانون قراءة الكتاب المقدس في بنسلفانيا كان قضية ولاية، خارج نطاق اختصاص نظام المحاكم الفيدرالية، بما في ذلك نظام المحكمة العليا. ووصف الحفلات اليومية للصلاة الربانية وقراءة الكتاب المقدس بأنها «مخالفة [واضحة] لأمر بند التأسيس». وأشار إلى التاريخ الطويل لهذه الممارسات، حتى قبل «تأسيس جمهوريتنا». بالإضافة إلى ذلك، ذكر أن معظم أولئك الذين طالبوا بقراءة الكتاب المقدس والصلاة في المدارس كانوا يأملون في خدمة «أهداف أوسع من إجبار العبادة الرسمية لله أو تشجيع حضور الكنيسة». واستشهد بكلمات 1858 لمدير التعليم العام في ولاية ويسكونسن، الذي رأى الكتاب المقدس مناسبًا بشكل مناسب «لتعليم أنبل مبادئ الفضيلة والأخلاق والوطنية والنظام الجيد».
بذل القاضي برينان جهدًا كبيرًا لإظهار أن العديد من الولايات قد سنت بالفعل وألغيت قوانين مماثلة لقوانين ولاية بنسلفانيا بحلول النصف الأول من القرن العشرين. مثل ساوث داكوتا ونيو هامبشاير وويسكونسن وأوهايو وماساتشوستس، بالإضافة إلى ذلك، أصر العديد من القادة السياسيين بما في ذلك المدعون العامون والرؤساء مثل أوليسيس إس غرانت وثيودور روزفلت على أن «تُترك مسائل الدين لمذابح الأسرة والكنائس والمدارس الخاصة» و «ليس من شأننا أن نحصل على الكتاب المقدس البروتستانتي أو قراءة الفولجيت الكاثوليكية أو التلمود في المدارس [العامة]».

أقرت موافقة برينان أيضًا بتعددية الفكر الديني في الأمة كأساس كافٍ لتقييد العلاقات بين الكنيسة والدولة. وأشار إلى هذا النقص في تقدير هذه التعددية باعتباره «الخلل الأساسي» في قانون قراءة الكتاب المقدس في ولاية بنسلفانيا ودفاع بلدة أبينجتون عنها:
يوجد أشخاص في كل مجتمع - غالبًا ما يكونون متدينين بشدة - تعتبر أي نسخة من الكتاب المقدس اليهودي المسيحي مسيئة لهم. هناك آخرون ممن يتطلب تبجيلهم للكتاب المقدس دراسة خاصة أو تفكيرًا، وتعتبر القراءة العامة أو التلاوة بالنسبة لهم تدنيسًا للقداسة. . . . بالنسبة لهؤلاء الأشخاص، ليست حقيقة استخدام الكتاب المقدس في المدارس العامة، ولا محتوى أي نسخة معينة، مسيئة، ولكن الطريقة التي يتم استخدامها بها.

### معارضة ستيوارت
قدم القاضي بوتر ستيوارت المعارضة الوحيدة في القضية وانتقد آراء المحكمة الأدنى والقرار الذي توصلت إليه المحكمة العليا بشأنهما. وأعرب عن رغبته في إعادة القضية إلى المحاكم الدنيا لمزيد من الإجراءات.
كان ستيوارت قد انشق في إنجل ضد. فيتال واعتبر أن العقيدة التي تم الاعتماد عليها في تلك القضية غير قابلة للتصديق، نظرًا للتاريخ الطويل للممارسات الدينية الحكومية في الولايات المتحدة، بما في ذلك حقيقة أن المحكمة العليا تفتتح جلساتها الخاصة بإعلان «حفظ الله هذه المحكمة الموقرة» وأن يفتتح الكونغرس جلساته بالصلاة، من بين العديد من الأمثلة الأخرى. يعتقد ستيوارت أن هذه الممارسة تتناسب مع تاريخ الأمة الطويل في السماح بالممارسة الحرة للممارسات الدينية، حتى في المجال العام.

وأعلن أن الحالات المدمجة مع شيمب «ناقصة بشكل أساسي بحيث تجعل من المستحيل تحديدًا مستنيرًا أو مسؤولًا للمسائل الدستورية المعروضة» - على وجه التحديد، حول ما إذا كان بند التأسيس قد انتهك. فيما يتعلق بالقصد والنطاق من البنود الدينية في التعديل الأول:
أعتقد أنه تبسيط خاطئ للنظر إلى [بنود الدين] على أنها تؤسس معيارًا دستوريًا واحدًا لـ «فصل الكنيسة عن الدولة»، والذي يمكن تطبيقه في كل حالة لترسيم الحدود المطلوبة بين الحكومة والدين. . . . كمسألة تاريخية، تم اعتماد التعديل الأول فقط كقيود على الحكومة الوطنية المنشأة حديثًا. تشير الأحداث التي أدت إلى اعتماده بقوة إلى أن بند التأسيس كان في الأساس محاولة لضمان أن الكونغرس لن يكون فقط عاجزًا عن إنشاء كنيسة وطنية، ولكنه أيضًا لن يكون قادرًا على التدخل في مؤسسات الدولة القائمة. . . . وهكذا ظلت الأمور قائمة حتى اعتماد التعديل الرابع عشر، أو بشكل أكثر دقة، حتى قرار المحكمة في كانتويل . . . .
وقد صرح بموافقته على مبدأ تبني التعديل الرابع عشر لقانون الحقوق وتطبيقه، لكنه أشار إلى مفارقة مثل هذا التعديل «المصمم لترك الولايات حرة في السير في طريقها الخاص، يجب أن يصبح الآن قيدًا على استقلاليتها». 

نقاد آخرون لنتائج المحكمة في قضية أبنجتون. غالبًا ما يقتبس شيمب المقتطف التالي من رأي القاضي ستيوارت: 
إذا تم اعتبار التمارين الدينية نشاطًا غير مسموح به في المدارس، فإن الدين يقع في وضع غير مؤات مصطنع من صنع الدولة. . . . وبالتالي، يُنظر إلى رفض السماح بالتمارين الدينية، ليس على أنه تحقيق لحياد الدولة، بل على أنه ترسيخ لدين العلمانية، أو على الأقل دعمًا حكوميًا لمعتقدات أولئك الذين يعتقدون أنه ينبغي إجراء التمارين الدينية. فقط في السر.

## التطورات اللاحقة
انقسم الجمهور في رد الفعل على قرار المحكمة. أثار القرار انتقادات مستمرة ومتواصلة من قبل مؤيدي الصلاة في المدرسة. في عام 1964، أعلنت مجلة لايف مادلين موراي أوهاير، والدة المدعي في إحدى القضايا ذات الصلة، بأنها «أكثر امرأة مكروهة في أمريكا».
لم تكن الصحف استثناء. على سبيل المثال، انتقدت صحيفة واشنطن إيفنج ستار القرار، معلنة أن «الله والدين طردوا من المدارس العامة. ماذا تبقى؟ هل ستكون خدمة البكالوريا وترانيم الكريسماس هي المرة القادمة؟ لا تراهن عليها».  في المقابل، كانت صحيفة نيويورك تايمز أكثر قبولًا لحكم المحكمة. طبعت الورقة أجزاء كبيرة من الآراء دون أي تعليقات مهمة، سواء كانت داعمة أو نقدية. ووصف المعارضون القرار بأنه «طرد الله والصلاة من المدارس».
وانقسمت آراء مختلف الكيانات الدينية حول القرار بين البروتستانت واليهود، الذين أيدوا القرار بشدة بشكل عام، والبروتستانت الإنجيليين والكاثوليك المحافظين، الذين عارضوا القرار بشدة. متحدثًا من وجهة نظر بروتستانتية محافظة، قال القس الدكتور بيلي جراهام، «[أنا] رأيي ... المحكمة العليا ... خاطئة. . . . ثمانون في المائة من الأمريكيين يريدون قراءة الكتاب المقدس والصلاة في المدارس. لماذا يجب معاقبة الأغلبية بشدة. . . ؟»  أعربت الطوائف الرئيسية، باستثناء الكنيسة الرومانية الكاثوليكية، عن آراء أقل انتقادًا للحكم. اعتبر البعض أنها تدعم الحرية الدينية لأنها تحد من سلطة الحكومة في مجال المدارس العامة.
ورد كونغرس الولايات المتحدة بصياغة أكثر من 150 قرارًا لإلغاء الحكم بتعديل دستوري. أبينجتون ضد. شيمب تم استخدامه كسابقة لحالات مماثلة مثل Board of Education v. ألين وليمون ضد. كورتزمان في العقود التي تلت ذلك. كان اختبار ليمون المكون من ثلاثة أجزاء أساسه في فقه أبنجتون ضد. شيمب . تحت الاختبار، يتم تقييم دستورية قانون دولة الكنيسة بثلاثة معايير: ما إذا كان للقانون هدفًا غير علماني، أو يقدم الدين أو يمنعه، أو ينتج عنه تشابك حكومي مفرط مع الدين.

### اقتباسات
1. 1 2 3 4  مذكور في: 2019 Supreme Court Database, Version 2019 Release 1. المُؤَلِّف: Lee Epstein. تاريخ النشر: 13 سبتمبر 2019.
2. ↑  Dierenfield, Bruce J. "The Most Hated Woman in America: Madalyn Murray and the Crusade Against School Prayer"], Journal of Supreme Court History 32, no.1 (2007), 62-84
3. ↑  Abington School District v. Schempp, 374 U.S. [الإنجليزية]‏ 203 (1963).
4. 1 2  Boston 1993
5. ↑  White & Zimmerman 1990
6. 1 2 3 4 5  Eastland 1993
7. ↑  Davis 1991
8. ↑  Quoting author in Davis 1991
9. ↑  Madalyn Murray O'Hair Biography، مؤرشف من الأصل في 2019-08-01، اطلع عليه بتاريخ 2013-07-20
10. ↑  Lewis 1963
11. ↑  Wright 2008
12. ↑  Billy Graham voices shock over decision. (June 18, 1963). New York Times. p. 17.
13. ↑  Dugan 1963
14. ↑  O'Hair 1974

## روابط خارجية
- Text of
- مقال في موسوعة الحريات المدنية في الولايات المتحدة Abington Township School District v. شيمب المؤلف Timothy L. Hall
- كيسي سكوت مكاي، «التكتيكات والاستراتيجيات والمعارك - يا إلهي!: المثابرة على المشكلة الدائمة المتعلقة بالوعظ لتلاميذ المدارس العامة وسبب استمرارها»، مراجعة القانون بجامعة ماساتشوستس: المجلد. 8: العدد. 2، المادة 3 (2013).